# Мальберг
Мальберг (нім. Mahlberg) — місто в Німеччині, знаходиться в землі Баден-Вюртемберг. Підпорядковується адміністративному округу Фрайбург. Входить до складу району Ортенау.
Площа — 16,59 км2. Населення становить 5248 ос. (станом на 31 грудня 2020).